# Acacia hystrix
Acacia hystrix är en ärtväxtart som beskrevs av Bruce R. Maslin. Acacia hystrix ingår i släktet akacior, och familjen ärtväxter.

## Underarter
Arten delas in i följande underarter:
- A. h. continua
- A. h. hystrix